# Nyckelroman
| Nyckelroman |
| --- |
| Fredmans epistlar, en slags nyckelroman i diktform från slutet av 1700-talet. - Betydelse – roman med verkliga personer och händelser i maskerad form - Exempel – Ondskan (Guillous behandling av sin uppväxt), På västfronten intet nytt (Remarques beskrivning av krigserfarenheter) - Relaterade begrepp – omvänd nyckelroman och (verkliga personer omgestaltade fiktivt), autofiktion (fiktiv självbiografi) |

En nyckelroman (franska: roman à clef) är en berättelse där verkliga personer och händelser figurerar i lätt maskerad form. Den kan ta inspiration ur författarens eget liv eller någon annans liv. Berättandet kan antingen ske som mer oskyldig pastisch eller som vassare och mer aggressiv satir.
Nyckelromaner kan blanda in stora mängder påhittade skeenden eller händelser. I den andra änden av skalan finns omvänd nyckelroman, en historia där tydligt utpekade personer beskrivs fiktivt. 

## Historia
Nyckelroman var en viktig genre i den europeiska kontinentens barocklitteratur. Här användes den bland annat till herdediktning, där personerna ofta hade dubbla namn – en av dem kopplad till verkliga personers identiteter. Urban Hiärnes Stratonice var ett sådant exempel.
Thomas Mann arbetade ofta med nyckelromaner, och det kanske mest uppmärksammade är 1947 års Doktor Faustus. I Sverige arbetade August Strindberg i genren i sin Svarta fanor (1907), där Ellen Key kopplades till romanens förlöljligade Hanna Paj.

## Stil
Maskeringen av verkligheten kan ske genom fiktiva namn på personer, organisationer eller orter, att en samtida händelse förläggs till en gången tidsepok eller att två eller flera personers ageranden slås samman till en enda persons agerande. Andra förändringar kan förekomma, som lätt döljer en överensstämmelse mellan romanens händelser och verklighetens.
Nyckelromanen kan jämföras med reportaget, som tydligare och ärligare anses presentera något autentiskt. En nyckelroman är – genom att det är en roman – en skönlitterär produkt, vilket innebär att stilen och berättelsen som sådan har konstnärliga ambitioner. Författaren kan dock aldrig vara säker på att slippa stämning, om verkliga personer tydligt pekas ut i sanna eller sannolika situationer.

### Juridik
För publicering i en tidskrift ansvarar juridiskt den ansvarige utgivaren, inklusive för ett utpekande som kan anses vara förtal. För en bok är däremot inte förläggaren "ansvarig utgivare", utan författaren. Särskilt problematiska ur trovärdigssynpunkt är nyckelromaner som behandlar konflikter med författaren själv som part.
I Sverige är oftast rättspraxis, att åklagare väcker åtal först om förtalet kan anses innehålla ett moment av olaga hot.

### Omvänd nyckelroman
En nyckelroman fungerar som ett nyckelhål ut mot beskrivningen ett verkligt skeende. Detta står i motsats till en omvänd nyckelroman, där man tydligt pekar ut en eller flera personer men i själva berättelsen väver fiktiva skeenden omkring den eller dem.
"Jag sticker inte under stol med att det finns vissa personer som jag vill skada med den här boken", sa Carina Rydberg om Den högsta kasten i en intervju i Tidningen Boken 1997:4. Bokens handling är dock utformad som en beskrivning av verkliga personer men med fiktiva händelser, vilket snarare gör romanen till en omvänd nyckelroman. På samma sätt är Aase Bergs En uppblåst liten fittas memoarer (2021) en idéroman omkring allmänna livserfarenheter, presenterad som om det vore Aase Bergs egna memoarer. En annan något mer sanningsenlig "självbiografi" är Alice B. Toklas självbiografi, författad av Gertrude Stein i hennes livsledsagare Alice B. Toklas namn. Mer allmänt kan romaner som utger sig för att vara självbiografiska men i praktiken är mer eller mindre fiktiva skapelser beskrivas som autofiktion.

## Exempel på nyckelromaner
Madeleine de Scudéry (1607-1701) skrev med början år 1641 flera nyckelromaner (franska: roman à clef), som blev populära. Hon startade därmed denna genre och fick efterföljare i många länder. Författaren själv, eller någon annan, tillhandahåller ibland en "nyckel" med vars hjälp de fiktiva personernas namn helt eller delvis kan dechiffreras.
- Fredmans epistlar av Carl-Michael Bellman
- Svarta fanor och Röda Rummet av August Strindberg
- Pelle Svanslös av Gösta Knutsson
- Ondskan av Jan Guillou
- I skuggan av värmen av Lotta Thell
- Patrik Kajson går igen av Kurt Haijby
- Domaren av Vilhelm Moberg
- Ravelstein av Saul Bellow
- Lathund för ambitiösa katter av Vladimir Oravsky
- Grisfesten av Leif G.W. Persson
- Döden i Venedig av Thomas Mann
- Månen och Silverslanten av Somerset Maugham
- På västfronten intet nytt av Erich Maria Remarque
- Terapeuten av Anette Nyman
- Landsförrädaren av Anders Jallai
- En spricka i kristallen och Stäpplöperskan av Cecilia Gyllenhammar
- Brännmärkt av Karin Aspenström
- På marmorklipporna av Ernst Jünger